# Видем
Видем (словен. Videm) — поселення в общині Добреполє, Осреднєсловенський регіон, Словенія. 
Висота над рівнем моря: 442 м.